# 何德新
何德新（?—?），字西嵐，贵州開陽人，清朝政治人物、同進士出身。
乾隆十年（1745年）乙丑科進士三甲十一名，选翰林院庶吉士，散館授翰林院检讨，出官甘肅涼州府知府，終湖南永州府知府。著有《五湖集》、《燕南集》、《西涼前集》、《甘泉集》。弟何德峻，乾隆三十四年（1769年）己丑科進士